# 嘉吉
嘉吉是日本的年號之一。在永享之後，文安之前。指1441年到1444年的期間。這個時代的天皇是後花園天皇。室町幕府的將軍是足利義教、足利義勝。

## 改元
- 永享13年2月17日（陽曆1441年3月10日） 因遇到辛酉革命而改元
- 嘉吉4年2月5日（陽曆1444年2月23日） 改元為文安

## 出典
出自『周易』的「孚于嘉吉、位正中也」。

## 嘉吉年間要事
元年
- 結城城被攻陷、結城氏朝、結城持朝（下總結城氏）等人死亡，結城戰役結束。
- 6月24日（1441年7月12日） - 嘉吉之亂。播磨守護・赤松滿祐請將軍・足利義教到自宅加以殺害，逃至領地播磨。
- 8月、在畿内發生嘉吉土一揆。

2年
- 6月、幕府管領細川持之辭職，由畠山持國就任。　11月、足利義勝就任7代將軍。

### 出生
- 2年5月25日 - 後土御門天皇、103代天皇（明應9年逝世）
- 2年（1442年） - 畠山政長、武將（明應2年逝世）

### 逝世
- 元年6月24日（1441年7月12日） - 足利義教、室町幕府6代將軍（應永6年出生）
- 元年9月10日（1441年9月25日） - 赤松滿祐、守護大名（南朝弘和元年/北朝永德元年出生）
- 3年7月21日（1443年8月16日） - 足利義勝、室町幕府7代將軍（永享6年出生）
- 世阿彌

## 西元對照表
| 嘉吉 | 元年   | 2年    | 3年    | 4年    |
| ---- | ------ | ------ | ------ | ------ |
| 西曆 | 1441年 | 1442年 | 1443年 | 1444年 |
| 干支 | 辛酉   | 壬戌   | 癸亥   | 甲子   |

## 相關項目
| 前一年號： 永享 | 日本年號 | 下一年號： 文安 |